# Kristinia DeBarge
Kristinia DeBarge (* 8. März 1990 in Pasadena, Kalifornien) ist eine US-amerikanische Popsängerin.

## Biografie
Kristinia DeBarge ist die Tochter von James DeBarge, dem jüngsten Mitglied des Familienquintetts DeBarge, das in den 1980er Jahren u. a. mit Rhythm of the Night sehr erfolgreich gewesen war. 2003 nahm sie an der Kinder-Castingshow American Juniors teil, schied aber sehr früh aus. Bei Konzerten ihres Vaters stand sie auf der Bühne und sie verfolgte weiter eine eigene Musikkarriere. Über eine Bekanntschaft mit Babyface kam sie 2009 zu einem Plattenvertrag und veröffentlichte bereits kurz darauf ihre Debütsingle Goodbye, welches ein Cover des Liedes Na na hey hey goodbye von der Band Steam aus dem Jahre 1969 ist. Sie erwies sich als sehr erfolgreich und kam in den US-Charts bis auf Platz 15. Ihr Debütalbum Exposed erschien im Sommer 2009 und konnte den Erfolg bestätigen.
DeBarge arbeitet seit 2012 an ihrem zweiten Studioalbum. Die erste Single ihres neuen Albums Cry Wolf wurde im September 2012 veröffentlicht. Im März 2013 erschien ihre zweite Single Ignite aus dem Album Young & Restless, welches im Mai 2013 ausschließlich in Japan veröffentlicht wurde.

## Diskografie
Alben
- Exposed (2009)
- Young & Restless (2013)

Singles
- Goodbye (2009)
- Sabotage (2009)
- Future Love (2009)
- Cry Wolf (2012)
- Ignite (2013)